# 多線副熱鯛
多線副熱鯛，為輻鰭魚綱鱸形目隆頭魚亞目慈鯛科的其中一種，分布於非洲馬達加斯加東部淡水流域，體長可達22公分，棲息在中底層水域，生活習性不明。

## 擴展閱讀
維基物種上的相關：多線副熱鯛